# Несовместимые события
В теории вероятностей несколько событий называются несовместными (от слова «место»), или несовместимыми, если никакие из них не могут появиться одновременно в результате однократного проведения эксперимента (опыта).

## Определение
Если {\displaystyle (\Omega ,{\mathcal {F}},\mathbb {P} )} — вероятностное пространство, и {\displaystyle \{A_{n}\}_{n=1}^{\infty }\subset {\mathcal {F}}} — группа событий, то эти события называются несовместимыми, если они попарно не пересекаются, то есть {\displaystyle A_{i}\cap A_{j}=\emptyset ,\;i\not =j}.